# 斉藤毅憲
斉藤 毅憲（さいとう たけのり、1942年 - ）は、日本の経営学者。横浜市立大学名誉教授。
早稲田大学卒業、同博士課程修了、商学博士。
横浜市立大学商学部、大学院教授。2008年から関東学院大学教授。
その他、日本経営学会（常任理事）、経営史学会（評議員、理事、常任理事、編集委員長、イアブック編集委員経験、学会賞選考委員）、日本経営教育学会（常任理事、関東部会長、機関誌編集委員）、OA学会（関東部会幹事経験）、実践経営学会（理事経験）、国際経営文化学会（研究部会長）、4系列教育会議（理事、監事）、日中人文社会科学交流協会（日中企業管理シンポジューム委員（現在））なども務めた。
2021年、瑞宝中綬章受章。